# هوندا سیویک (نسل چهارم)

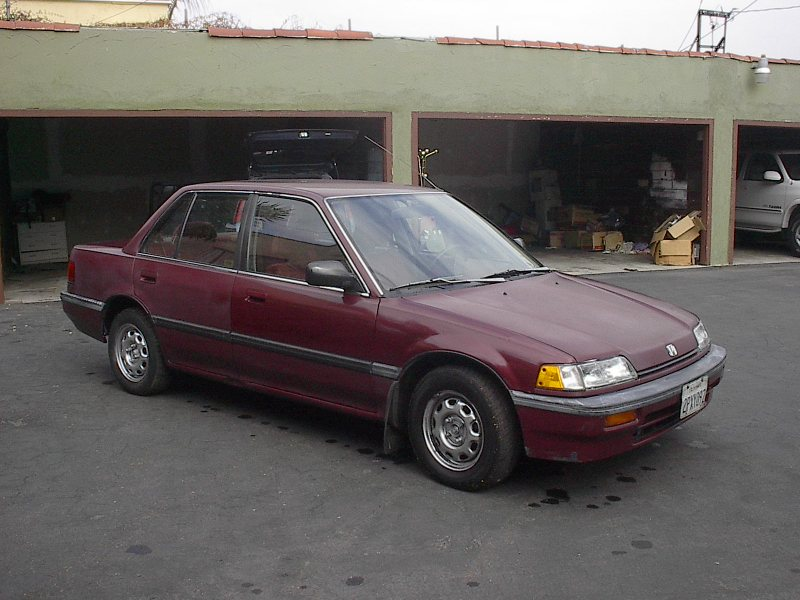

هوندا سیویک (نسل چهارم) (Honda Civic (fourth generation)) خودرویی است که در سال‌های ۱۹۸۸ تا ۱۹۹۱در ژاپن، ایالات متحده آمریکا، کانادا، تایوان (جزیره) و  آفریقای جنوبی تولید شده‌است.
طراحی آن موتور جلو، خودرو محور جلو، خودرو چهار چرخ محرک بوده طول آن در حالت طبیعی ۱۵۶٫۱ اینچ (۳٬۹۶۵ میلیمتر) و  عرض آن در حالت طبیعی ۶۵٫۶ اینچ (۱٬۶۶۶ میلیمتر) و  ارتفاع آن در حالت طبیعی ۵۲٫۴ اینچ (۱٬۳۳۱ میلیمتر)  است. سیستم جعبه‌دندهٔ آن ۴ دنده و ۵ دنده دستی و ۴ دنده خودکار است. 